# 小渔洞镇
小渔洞镇，是中华人民共和国四川省成都市彭州市曾经下辖的一个镇。2019年12月，撤销小鱼洞镇，将其所属行政区域划归龙门山镇管辖。

## 行政区划
小渔洞镇撤销前下辖以下地区：
复兴场社区、大弯村、杨坪村、中坝村、太子村、董坪村、渔洞村、江桥村、大楠村和草坝村。